# Bicycle Race
«Bicycle Race» — песня английской рок-группы Queen c альбома Jazz. Была написана Фредди Меркьюри. Песня вышла в качестве сингла с песней «Fat Bottomed Girls» на стороне «А». Песня скандально известна благодаря своему видеоклипу, который запретили к показу в некоторых странах.

## Песня
На написание песни Меркьюри вдохновила гонка «Тур де Франс», которую он однажды наблюдал из окна гостиничного номера и после этого решил написать песню.
Песня начинается с припева, в котором слышен хор из участников группы. Далее идёт куплет, который содержит спор двух людей. Один человек предлагает что-то другому, но тот отказывается. В этой части песни упоминаются такие важные явления в поп-культуре 70-х как «Челюсти», «Звёздные Войны», Rolls-Royce, Питер Пэн, Франкенштейн и Супермен. Далее опять идёт припев, небольшой куплет и опять припев. После него начинается известное «соло велосипедных звонков» — звучат много разных велосипедных звонков. На концертах фанаты группы обычно сами играли это соло со своими собственными колокольчиками или звонками. После этого звучит гитара наподобие этих звонков и начинается гитарное соло. Оно изображает велосипедную гонку между двумя велосипедами. Далее идёт последний куплет, в котором упоминаются такие исторические явления в 1970-х годах, как президент США, Вьетнам и Уотергейт. После этого с последним припевом оканчивается песня.

## Видеоклип
Видеоклип снял режиссёр Дэннис Де Валланс. Один из известнейших клипов группы из-за своей скандальности — его запретили в некоторых странах. Визуально является коллажем из различных видео, в частности старых клипов группы и знаменитой сцены с велосипедистками. Также в клипе ни разу не показывается вся группа, что происходит впервые в клипах группы.
Клип во многом знаменит благодаря своим сценам с обнажёнными велосипедистками. В них участвовали 65 моделей на велосипедах. Сцена была снята 17 сентября 1978 на стадионе Уимблдон. Также во время «соло велосипедных звонков» они стоят на одном месте и жмут на звонок. Эти сцены пришлось отредактировать. Всё, что было запрещено к показу, было закрыто спецэффектами — другими цветами или копированием кадра.
В песне упоминаются разные явления в поп-культуре и истории, и когда они поются, то показываются в клипе. Например, во время строчки о фильме «Челюсти» показывается акула, когда поётся о Звёздных Войнах, показан Дарт Вейдер, а когда речь идёт о Питере Пэне, Франкенштейне и Супермене, показываются эти персонажи.
Также, кроме перечисленных кадров выше, в клипе видны человек на гигантском велосипеде, машина Роллс-Ройс, церковь, лондонский двухэтажный автобус, анимированый Меркьюри, лондонские полицейские, лондонский охранник, позирующие перед камерой велосипедистки, одна американская анкета и несколько разных видов велосипедов.
Также это первый клип группы, где были показаны женщины, не считая зрительниц в клипах, сделанных как концертное выступление.

Скандальная обложка сингла

## Факты
- Для съёмок клипа группа взяла напрокат велосипеды у магазина «Halfords», однако узнав, для чего они использовались, владельцы компании принудили Queen выкупить все сиденья этих велосипедов вместо того, чтобы просто оплатить прокат[6].

- Первоначальный вариант обложки сингла представлял собой вид одной из обнажённых моделей со спины, но из-за протеста общественности девушке на обложке пришлось пририсовать красные трусики.

## Чарты
| Позиция | 27 | 21 | 13 | 13 | 11 | 13 | 21 | 35 | 56 | 56 | 67 | 73 |

| Позиция | 70 | 56 | 45 | 41 | 31 | 27 | 25 | 25 | 25 | 24 | 59 | 96 |

| Позиция | 19 | 13 | 09 | 08 | 07 | 07 | 13 | 20 | 36 | 37 |

| Позиция | 10 | 07 | 07 | 07 | 09 | 10 | 10 | 10 | 08 |